# 太學三舍法
太學三舍法，北宋王安石變法科目之一。
太學三舍法用學校教育取代科舉考試。「三舍法」，即把太學分為外舍、內舍、上舍三等，外舍2000人，內舍300人，上舍100人。官員子弟可以免考試即時入學，而平民子弟需經考試合格入學。「上等以官，中等免禮部試，下等免解」，後來地方官學也推行此法，反映了班級教學的特色。
这种学校体制，虽然后来有所变化，但基本趋势确定下来。这种制度等于是赋予学校部分的取士权，至少是给太学生们更多的取中机会，因为除了学校的考试外，太学生还可以跟其他人一样，参加正常的科举考试。宋代的改革，事实上将太学变成了科举的一个层次，学校彻底变成了选官制度的一个组成部分。这种制度，演变到明清，就变成了所有官学学生，事实上都成为科举台阶上的第一个等级，进学就中了秀才，等于是科举的第一个台阶上的人了，学校和选举彻底融合到了一起。
至元祐年間，三舍考試出現了嚴重的舞弊現象，時人蘇軾說：“三舍既興，貨賂公行。”遂于宣和三年遭廢止。大定二十九年，金章宗想要恢復該制度，戶部尚書鄧儼稱：“其法雖行，而多席勢力、尚趨走之弊。"便轉而在每個州設立州學。